# Baureihe 112

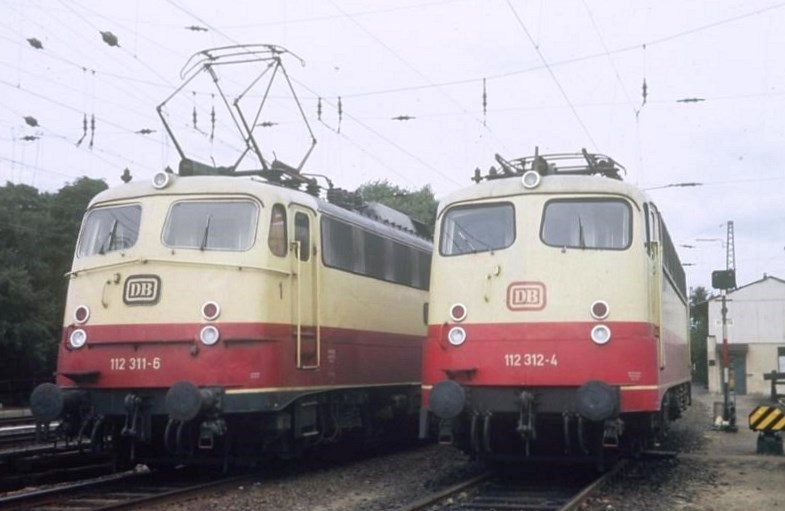
Baureihe 112 in Hamburg (1984)

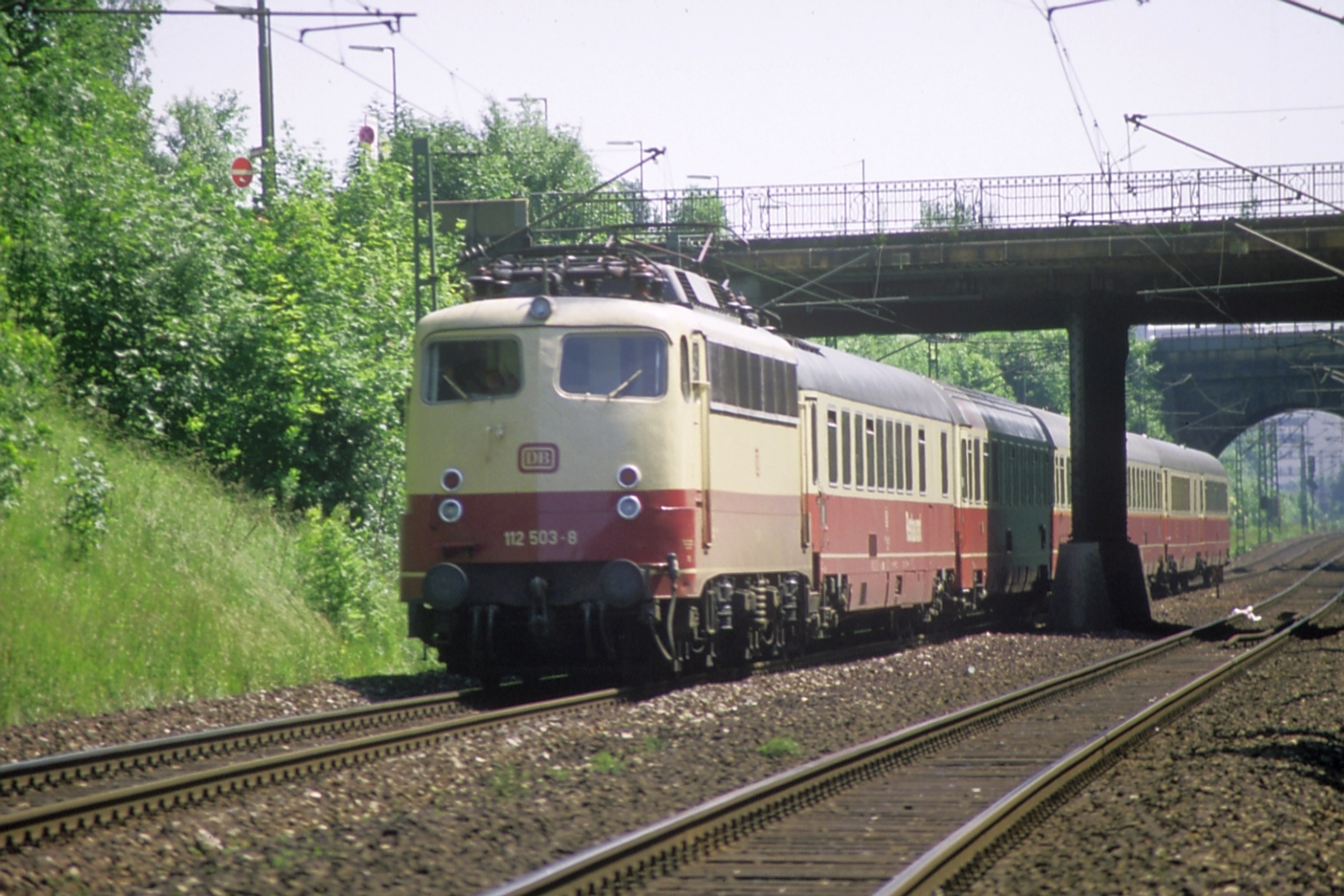
DB 112 503-8 met TEE Rheingold op de Münchener Südring (1986)

Baureihe 112, tot 1968 bekend als E10.12, is een elektrische locomotief bestemd voor het personenvervoer van de Deutsche Bundesbahn (DB).
Baureihe 113 en Baureihe 114 zijn ontstaan door het vernummeren van Baureihe 112-locomotieven.

## Geschiedenis
De locomotieven werden na de Tweede Wereldoorlog ontwikkeld en gebouwd door meerdere fabrikanten. Het ging hierbij om de bovenbouw gebouwd door Henschel werk Kassel, door Krauss-Maffei werk München-Allach en door Krupp werk Essen en de elektrische installatie gebouwd door AEG, door BBC en door Siemens.
In de herfst van 1952 vond de roll-out van de eerste locomotief de E10 001 bij Krauss-Maffei en AEG in München-Allach plaats.
Om alle concepten te testen werd in december 1950 de opdracht verstrekt voor de bouw van vier prototype locomotieven. Hierbij werden aandrijftechnieken van verschillende fabrikanten ingebouwd.
- E10 001, Krauss-Maffei/AEG met Alsthom-aandrijving
- E10 002, Krupp/BBC met BBC Scheiben-aandrijving
- E10 003, Henschel/SSW met Siemens Gummiringfeder-aandrijving
- E10 004, Henschel/AEG met Sécheron-aandrijving en BBC hoogspanning sturing.

Om tot een goede vergelijk te komen werd in dezelfde maand een opdracht verstrek voor de bouw van nog een prototype.
- E10 005, Henschel/AEG met Sécheron-aandrijving gelijk als E10 004.

Deze locomotieven werden tussen 1962 en 1991 in de sneltrein en waren in de TEE / IC kleuren geschilderd.

### Bijnaam
In Duitsland heeft de loc-legende Baureihe E 10 de bijnaam Die Bügelfalte, wat 'strijkplooi' betekent. Deze bijnaam is te danken aan de verticale knik (plooi) in de carrosserie voor tussen de twee bestuurdersramen. Deze karakteristieke eigenschap geldt voor alle locs uit serie 112, maar niet voor alle E 10 modellen. De eerste E 10 locs uit serie 110 hadden nog geen vouw in de carrosserie.

## Constructie en techniek
De locomotief heeft een stalen frame. Op de draaistellen wordt elke as door een elektrische motor aangedreven. De serie 112 (E10.12) heeft een maximumsnelheid van 160 km/h, de andere E10 locomotieven zitten onder de 150 km/h.

### Nummers
De locomotieven zijn door de Deutsche Bundesbahn (DB) als volgt genummerd.
- E10 1265 - 1270: in 1968 vernummerd in 112 265 - 270
- E10 1308 - 1312: in 1968 vernummerd in 112 308 - 312
- 112 485 - 504: in 1988 vernummerd in 114 485 - 504

De locomotieven zijn in 1991 door de Deutsche Bahn (DB) als volgt vernummerd.
- 112 265 - 270: in 1991 vernummerd in 113 265 - 270
- 112 308 - 312: in 1991 vernummerd in 113 308 - 312

## Treindiensten
De locomotieven werden door de Deutsche Bahn (DB) ingezet in het personenvervoer op diverse trajecten in onder meer Duitsland en Oostenrijk.